# Петровский, Степан Остапович
Степан Остапович Петровский — советский хозяйственный, государственный и политический деятель.

## Биография
Родился в 1913 году в Кривоозёрском районе Николаевской области. Член КПСС.
С 1932 года — на хозяйственной, общественной и политической работе. В 1932—1983 гг. — рабочий, участник советско-финской войны, офицер Кулябского областного военкомата, инженерный и руководящий работник на ряде предприятий Украинской ССР, генеральный директор производственного объединения по производству телевизоров «Электрон».
Делегат XXV съезда КПСС.
За разработку научных принципов и внедрение на предприятиях Львовской области и Тираспольской швейной фабрики комплексной системы управления качеством продукции, обеспечивающей значительное повышение эффективности производства и улучшение качества изделий был в составе коллектива удостоен Государственной премии СССР в области науки и техники 1977 года.
Умер во Львове в 1984 году.